# 수단 공산당
수단 공산당(영어: Sudanese Communist Party, 아랍어: الحزب الشيوعي السوداني 알히즈 알슈후이 알수다니[*])는 1946년에 수단 국민해방운동(영어: Sudanese Movement for National Liberation)으로 설립된 수단의 공산당이다. 노동 운동, 농민 운동, 학생 운동을 주도하며 성장했으나 1971년 수단 쿠데타 이후 1989년까지 법적으로 금지되었다. 수단 분쟁에 있어 수단 공산당은 남수단 분할에 반대했으나 2011년 5월 1일 수단 공산당의 남수단 지부가 독립하여 남수단 공산당을 결성했다. 2019년 수단 쿠데타가 일어나자 과도군사위원회를 비판했으며, 이후 제정된 조치들에 반대하고 있다.

## 역사
수단 국민해방운동은 1946년에 이집트에서 결성되었다. 이오시프 스탈린의 코민포름은 수단 국민해방운동을 적극적으로 지원했고, 수단 국민해방운동은 코민포름 대회에 매회 참석했다. 수단 국민해방운동은 1940년대와 1950년대에 노동운동과, 학생운동에서 큰 영향력을 가지고 있었고, 인민전선인 반제국주의 전선을 통해 선거에 참여했다. 1956년 2월에 수단 공산당으로 당명을 변경했고, 이브라힘 아부드 정권에 반대했다. 1964년 8월에 니키타 흐루쇼프의 반스탈린주의와 수정주의에 잠식된 수단 공산당 지도부를 비판하며, 이오시프 스탈린의 스탈린주의와 소비에트 사회주의 공화국 연방, 엔베르 호자의 알바니아 인민공화국과 알바니아 노동당, 체 게바라와 알베르트 바요의 쿠바 혁명을 지지한 당원들이 수단 공산당을 탈당하고 수단 혁명공산당을 설립하였다. 
1967년 수단 공산당은 사회당 이론을 통해 민족주의 세력을 당에 유입했다. 1969년 수단 쿠데타를 지지했고, 새로 출범한 가파르 니메이리 정부의 관료로 임명되었으나, 가파르 니메이리는 극단적인 반공주의 정책을 시행했고 수단 공산당은 내각에서 추방되고, 금지되었다. 특히 1971년부터 가파르 니메이리 정부는 수단 공산당 당원을 납치하거나 살해하는 등 수단 공산당에 대한 극심한 탄압을 주도했다. 1985년 수단 쿠데타로 가파르 니메이리가 실각된 이후 수단 공산당은 다시 합법화되었으나, 1989년 수단 쿠데타 발생 이후 다시 금지되고 정치적으로 탄압받았다. 
2007년 수단 공산당은 다시 합법화되었다. 2011년 5월 1일 수단 공산당의 남수단 지부가 수단 공산당으로부터 분리되어 독자적인 정당이 되었다. 